# Ana Gervasi

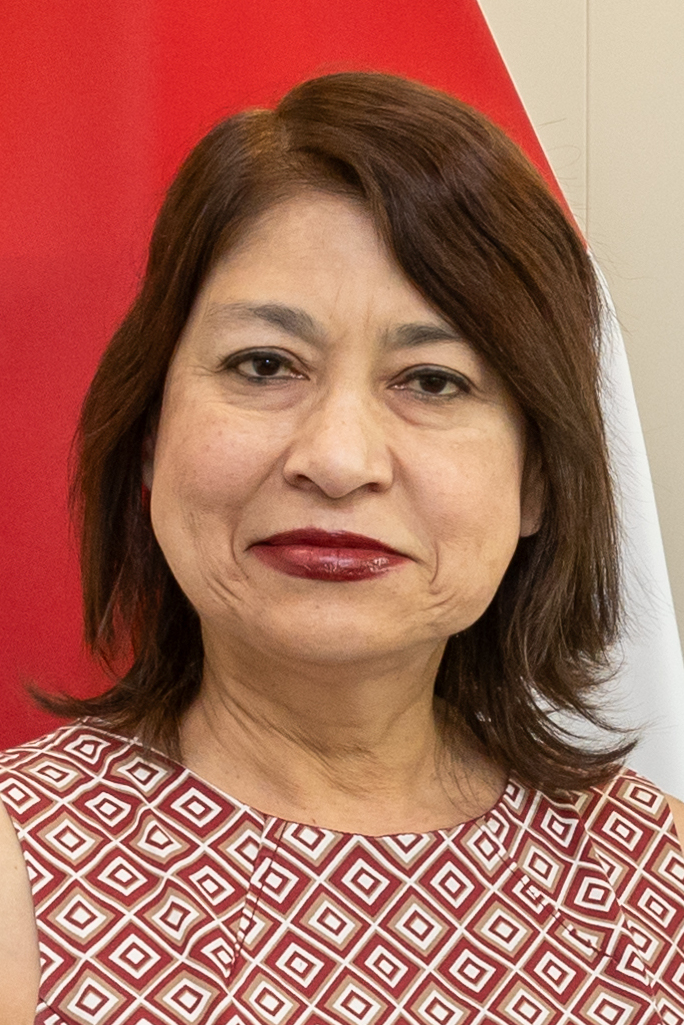
Ana Gervasi, 2023

Ana Cecilia Gervasi Díaz (geboren 1. Dezember 1966; gestorben vor oder am 8. September 2024 in Miraflores, Lima) war eine peruanische Diplomatin und Politikerin. Sie war vom Dezember 2022 bis zum November 2023 peruanische Außenministerin im Kabinett Boluarte. Von Februar 2024 bis zu ihrem Tod war sie Ständige Vertreterin bei den Vereinten Nationen in Genf für Peru.

## Leben
Gervasi absolvierte an der Pontificia Universidad Católica del Perú in Lima ein Studium der Rechtswissenschaften. Anschließend schloss sie an der London School of Economics ein Master-Studium in Internationalen Beziehungen ab. Sie promovierte an der Universidad de Buenos Aires.

## Laufbahn
Gervasi war in der Ständigen Vertretung bei den Vereinten Nationen für Peru tätig und vertrat das Land in der Welthandelsorganisation. Sie vertrat Peru auch in den Verhandlungsteams für das CPTPP und für ein Freihandelsabkommen mit den Vereinigten Staaten. Außerdem war sie Generalkonsulin für Peru in Toronto in Kanada und in Washington, D.C. in den Vereinigten Staaten.
Sie war Vizeministerin für Außenhandel im Ministerium für Außenhandel und Tourismus. Am 11. August 2022 wurde Gervasi vom Außenminister Miguel Rodríguez Mackay zur Vize-Außenministerin ernannt. Nachdem Präsident Pedro Castillo nach einem gescheiterten Selbstputsch am 7. Dezember 2022 vom peruanischen Kongress abgesetzt wurde, wurde Vizepräsidentin Dina Boluarte zur Präsidentin Perus. Sie besetzte die Ministerien neu und ernannte am 10. Dezember 2022 Gervasi zur neuen Außenministerin und somit zur Nachfolgerin von César Landa.
Anfang November 2023 besuchte Boluarte zu einem Wirtschaftsgipfel in Washington, D.C. die Vereinigten Staaten. Im Vorfeld sollte Gervasi ein bilaterales Treffen zwischen ihr und dem US-amerikanischen Präsidenten Joe Biden organisieren. Obwohl das peruanische Außenministerium Boluarte dieses Treffen bestätigte, blieb es in Washington nur bei einem kurzen Privatgespräch zwischen ihr und Biden. Als Konsequenz des gescheiterten Treffens traten Gervasi und der peruanische Botschafter in den Vereinigten Staaten Gustavo Meza-Cuadra am 6. November 2023 zurück. Ihr Nachfolger wurde Javier González-Olaechea.
Ab dem 6. Februar 2024 bis zu ihrem Tod war Gervasi Ständige Vertreterin bei den Vereinten Nationen in Genf für Peru. Am 8. September 2024 fand die Polizei Gervasi tot in ihrer Wohnung auf, nachdem sie sich bei ihren Bekannten nicht mehr gemeldet hatte. Der Außenminister González-Olaechea bestätigte ihren Tod noch am selben Tag.